# 路易·德·莫迪
路易·埃內斯特·德·莫迪（法語：Louis Ernest de Maud'huy；1857年2月17日—1921年7月16日），是一位法國陸軍將領，在第一次世界大戰前期西線戰場擔任要職，負責指揮第十軍團。